# Polícia Civil do Estado da Paraíba

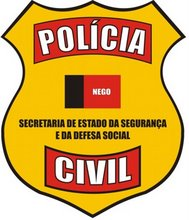

A Polícia Civil do Estado da Paraíba é uma das polícias da Paraíba, Brasil, órgão do sistema de segurança pública ao qual compete, nos termos do artigo 144, § 4º, da Constituição Federal e ressalvada competência específica da União, as funções de polícia judiciária e de apuração das infrações penais, exceto as de natureza militar.

## Atribuições
1. exercer as funções de polícia judiciária e a apuração de infrações penais, exceto as militares;
2. determinar a realização de exames periciais, providenciando a adoção de medidas cautelares, visando colher e resguardar indícios ou provas da ocorrência de infrações penais ou assegurar a execução judicial;
3. praticar os atos necessários para assegurar a apuração de infrações penais, inclusive a representação e o cumprimento de mandado de prisão, a realização de diligências requisitadas pelo Poder Judiciário ou pelo Ministério Público nos autos do inquérito policial e o fornecimento de informações para a instrução processual;
4. zelar pela ordem e segurança pública, promovendo ou participando de medidas de proteção a sociedade e ao indivíduo;
5. colaborar para a convivência harmônica da sociedade, respeitando a dignidade da pessoa humana e protegendo os direitos coletivos e individuais;
6. adotar as providências necessárias para evitar perigo ou lesões às pessoas e danos aos bens públicos ou particulares.

## Carreiras policiais
Delegado.
Perito Oficial Criminal.
Perito Oficial Químico Legal.
Perito Oficial Médico-Legal.
Perito Oficial Odonto-Legal.
Técnico em Perícia.
Necrotomista.
Papiloscopista.
Investigador de Polícia Civil.
Agente Operacional de Polícia Civil
Escrivão de Polícia.
Agente de telecomunicação.

## Organização policial

### Delegacia de polícia
A Polícia Civil do Estado da Paraíba, dirigida pelo Delegado Geral de Polícia Civil, desenvolve os serviços públicos da sua competência, basicamente, através das delegacias policiais. As delegacias distribuídas pelo território estadual, são, nas suas circunscrições, o centro das investigações e dos demais atos de polícia judiciária e pontos de atendimento e proteção à população. O Estado está dividido em 10 regiões de polícia civil, uma metropolitana e outras em Campina Grande, Guarabira, Monteiro, Patos, Itaporanga, Cuité , Catolé do Rocha, Cajazeiras e Itabaiana.

### Padronização do procedimento
Existe um padrão organizativo e de rotinas, desenvolvido desde a criação da Polícia Civil, em 1808, quando da instituição da Intendência Geral de Polícia da Corte e do Estado do Brasil, logo disseminado para todo o país. Reformas posteriores no Império e na República mantiveram um modelo nacional. Desde 1871 as investigações policiais são formalizadas no Inquérito Policial, previsto no Código de Processo Penal.

### Investigação especializada
Em apoio as delegacias distritais, surgiram as delegacias especializadas decorrentes do desenvolvimento da atividade criminosa que também se especializou, organizou-se em quadrilhas e estendeu as suas ações por largas faixas territoriais. As principais delegacias especializadas reprimem o tráfico de entorpecentes, o roubo e o furto, inclusive de automóveis, as fraudes ou defraudações, sendo certa a inclusão das delegacias de homicídios dentre essas unidades pela importância do bem jurídico protegido que é a vida humana.

### Instituto de Polícia Científica
O Instituto de Polícia Científica – IPC, órgão da Polícia Civil do Estado da Paraíba, subordinado administrativamente ao titular da Secretaria de Estado da Segurança e da Defesa Social – SEDS e vinculado operacionalmente à Delegacia-Geral da Polícia Civil do Estado da Paraíba, é dirigido pelo Diretor-Geral do Instituto de Polícia Científica, nomeado pelo Governador do Estado.
Ao IPC compete prioritariamente coordenar, planejar e executar, através de suas unidades operacionais, os exames periciais em geral para a comprovação da materialização da infração penal e de sua autoria.

### Operações especiais
Integra a Polícia Civil uma unidade especializada de apoio operacional para pronto emprego nas situações em que as demais unidades policiais necessitem de reforços durante diligências ou prisões de marginais, principalmente, em áreas de criminalidade violenta. Essa unidade de operações especiais, o GOE - Grupo de Operações Especiais, pelo preparo profissional para as situações de risco e a presença permanente na linha de frente dos confrontos com a criminalidade, tende a desenvolver um forte compromisso institucional e grande devotamento à causa da sociedade.

## Outras instituições
- Polícia Federal
- Polícia Rodoviária Federal
- Polícia Militar do Estado da Paraíba
- Guarda Municipal